# Shintomi
Shintomi (japanska: 新富町?, Shintomi-chō) är en landskommun (köping) i Miyazaki prefektur på ön Kyūshū i södra Japan. 